# Erromenus punctatus
Erromenus punctatus là một loài tò vò trong họ Ichneumonidae.